# Гай Публиций Бибул (народный трибун)
Гай Публи́ций Бибул (лат. Gaius Publicius Bibulus; III век до н. э.) — римский политический деятель из плебейского рода Публициев, народный трибун в 209 году до н. э. Находясь на этой должности, добивался лишения Марка Клавдия Марцелла командования, выступал против кунктаторской тактики в войне с Ганнибалом, но своих целей не достиг. Предположительно его братом был Луций Публиций Бибул, военный трибун, сражавшийся при Каннах.